# Konservativ-Monarchistischer Klub
Der Konservativ-Monarchistische Klub (polnisch Klub Zachowawczo-Monarchistyczny) ist eine polnische politische Organisation, die Ansichten des Katholischen Traditionalismus vertritt.

## Geschichte
Der Klub wurde am 7. März 1988 im Zuge des politischen Systemwechsels in Warschau als Verein gegründet. Die Doktrin des Klubs kann als integralistischer Konservatismus bezeichnet werden. Des Weiteren handelt es sich bei dem Klub um eine Art metapolitische Organisation, die sich zwar von der Tagespolitik fernhält, jedoch die Ideen des freien Marktes und des katholischen Traditionalismus fördert. Die Mitglieder beanspruchen für sich die Nachfolgeschaft des gleichnamigen und 1922 in Krakau gegründeten Konservativ-Monarchistischen Klubs, der selbst ein Nachfolger der ehemaligen polnischen Konservativen Partei war. Der heutige Klub veröffentlicht die Vierteljahrschrift Pro Fide Rege et Lege und unterhält das Internetportal konserwatyzm.pl. Er sieht seine Aufgabe in der Auseinandersetzung um die kulturelle Hegemonie im konservativen Sinne und, im Gegensatz zum Vorläufer, weniger in neomonarchistischen Bestrebungen. Vorsitzender ist seit 2004 der Politologe und Professor für Ideengeschichte Adam Wielomski, der gegenwärtig an der Stefan-Wyszyński-Universität in Warschau lehrt.

## Bekannte Mitglieder
- Artur Górski (Vorsitzender bis 2004)
- Marek Jurek
- Jan Filip Libicki[4]
- Marcin Libicki
- Janusz Korwin-Mikke
- Jacek Żalek[5]